# Georges Edouard Godet
Georges Edouard Godet (* 18. September 1845 in Neuenburg; † 19. Juni 1907 anderes Datum 19. Oktober 1907 ebenda) war ein Schweizer evangelischer Geistlicher und Hochschullehrer.

## Leben

### Familie
Georges Edouard Godet entstammte der Familie Godet und war der Sohn des Theologen Frédéric Godet und dessen erster Ehefrau Caroline (geb. Vautravers); in zweiter Ehe war sein Vater mit Caroline Alioth (1826–1911) verheiratet; er hatte noch sieben leibliche Geschwister:
- Marie-Jeanne-Louise Godet (* 1847; † 1936), verheiratet mit dem Superintendenten Erhardt Reineck (1841–1932) aus Magdeburg; ihre gemeinsame Tochter Annie Leuch-Reineck wurde später eine der prägenden Persönlichkeiten der Schweizer Frauenbewegung in der Zeit zwischen 1920 und 1940;
- Bertha-Frédérique-Sophie Godet (* 1849; † 1933), verheiratet mit ihrem Cousin Paul-Henri Godet, Professor;
- Philippe Godet (* 23. April 1850 in Neuenburg; † 27. September 1922 ebenda), Schriftsteller;
- Sophie-Cêcile-Louise Godet (* 1853; † 1928), Rektorin der Vinet-Schule in Lausanne;
- Anna-Emma Godet (* 1855; † 1935), verheiratet mit dem Journalisten Bernard Frey;
- Elisabeth-Caroline Godet (* 1863; † 1941), verheiratet mit Félix Schroeder († 1897) aus Frankfurt am Main, Schriftsteller und Geschichtslehrer am Gymnasium von Melun;
- Robert-Albert Godet (* 1866; † 1950), Musikwissenschaftler und Romanautor, Ritter der Ehrenlegion; verheiratet mit Gertrude Taunay; er war ein enger Freund von Claude Debussy.

Er war seit 1883 mit Mary Cécile (* 1843 in Melbourne; † 1904 in Neuenburg), Tochter von Charles-Joseph La Trobe, Lieutenant-Governor des Bundesstaats Victoria in Australien, verheiratet.

### Werdegang
Georges Edouard Godet besuchte das Gymnasium in Neuenburg und immatrikulierte sich zu einem Theologiestudium an der Universität Neuenburg und setzte dieses an der Universität Göttingen, der Universität Tübingen sowie an der Universität Berlin fort; 1868 erfolgte seine Ordination. In Göttingen hörte er die Vorlesungen von Albrecht Ritschl, Wolfgang Friedrich Geß sowie Hermann Lotze und in Tübingen unter anderem die Vorlesungen von Johann Tobias Beck, mit dem er ein freundschaftliches Verhältnis hatte.
Von 1869 bis 1871 war er Professor der Philosophie an der Universität Neuenburg; in der gleichen Zeit war er Vikar in Neuenburg, bevor er 1871 Diakon in La Chaux-de-Fonds wurde.
1873 trat er in die Église réformée évangélique du canton de Neuchâtel ein. Im darauffolgenden Jahr erfolgte seine Berufung als Professor für Philosophiegeschichte an die Faculté de théologie indépendante in Neuenburg. Er folgte dann seinem Vater, der aus gesundheitlichen Gründen sein Lehramt aufgab, auf den Lehrstuhl für neutestamentliche Exegese; 1894 übernahm er, nach dem Tod von Augustin Gretillat (1837–1894), widerstrebend die systematische Theologie. 1900 konnte er jedoch wieder die Exegese lehren und blieb bis zu seinem Tod in diesem Lehramt.
Von 1874 bis 1875 war er Hilfspfarrer in Cernier-Fontaines, war 1882 Nachfolger des verstorbenen Pfarrers Henri Junod (1825–1882) in Neuenburg und von 1892 bis 1894 Pfarrer in Bôle und Colombier.

### Geistliches und berufliches Wirken
Georges Edouard Godet war von 1882 bis 1903 Sekretär des Neuenburger Komitees der Schweizerischen Evangelischen Allianz und von 1890 bis 1902 Mitglied der Synodalkommission der Eglise indépendante und verfasste auch einige Kommentare zum Neuen Testament.
Von 1896 bis 1907 war er Präsident des Schweizerischen Hilfsbundes für Armenien und unternahm 1905 eine Reise nach Kleinasien, um sich selbst ein Bild vor Ort zu machen.
Er war Kirchenratspräsident der Église réformée évangélique du canton de Neuchâtel und Präsident des Neuenburgischen Komitees für die Evangelisierung Frankreichs.
In seiner Schrift Persécutions actuelles en Russie, die auch ins Deutsche übersetzt wurde, setzte er sich unter anderem für die Stundisten in Russland ein. Seine Schriften zu den Armeniern erschienen in mehreren Ausgaben und einigen Übersetzungen. Er veröffentlichte auch Biografien unter anderem über Arnold Bovet, Gaston Frommel und Jean Louis Bonnet.
Von Heinrich Wilhelm Josias Thiersch übersetzte er dessen Schrift Die Anfänge der heiligen Geschichte, nach dem 1. Buch Mose betrachtet ins Französische unter dem Titel Les origines de l'historie sainte d'après la Genèse.
Er war auch an einer französischen Originalübersetzung des Alten Testaments beteiligt.
Er war auch Redakteur des Journal religieux.

## Schriften (Auswahl)
- Heinrich Wilhelm Josias Thiersch; Georges Edouard Godet: Les origines de l'historie sainte d'après la Genèse. Lausanne & Paris 1882.
- L'alliance evangelique: Esquisse historique. Neuchâtel: Attinger Frères 1893.
- Persécutions actuelles en Russie. Neuchâtel: Attinger Frères 1896.
- Die gegenwärtigen Verfolgungen in Russland. Berlin Verlag der Deutschen Evangelischen Buch- und Tractat-Gesellschaft 1896.
- Les souffrances de l’Arménie. Neuchâtel: Attinger Frères 1896.
- Commentaire sur la Seconde Épître aux Corinthiens. Neuchâtel: Attinger Frères 1914.